# Ersen Martin
Ersen Martin (Marktredwitz, 5 mei 1979 – Izmir, 19 maart 2024) was een Duits-Turkse voetballer.

## Carrière
Martin, zoon van een Duitse vader en een Turkse moeder begon zijn professionele voetbalcarrière in de jeugd van 1.FC Nürnberg. Net als vele landgenoten wilde hij in Turkije spelen. Hij liep een proefstage bij de Turkse topclub Galatasaray, maar werd al na een paar trainingen niet goed genoeg bevonden door Fatih Terim. Niet veel later lijfde Beşiktaş de lange spits wel in. Martin groeide nooit uit tot een vaste kracht bij de zwart-witten, en werd verhuurd. Hij wisselde veel van clubs. 
Bij Denizlispor hervond hij zijn vorm, toenmalig bondscoach Ersun Yanal liet hem zelfs debuteren bij het Turks voetbalelftal. Na nog een korte periode als spits van Ankaraspor, tekende de lange spits bij Trabzonspor. Bij Trabzonspor was Martin van grote waarde, hij speelde goed en wist vaak het net te vinden. De scouts van Recreativo Huelva waren onder de indruk en in 2007 werd Ersen Martin verkocht aan de Spaanse club. Bij het onderhandelen moest zelfs de FIFA aan te pas komen om de problemen tussen de clubs op te lossen. In 2013 beëindigde de spits zijn voetbalcarrière.

## Privé en overlijden
Martin's jongere broertje, Erkan, was ook een voetballer. Martin scheurde zijn aorta (aortadissectie) in mei 2022. Op 19 maart 2024 overleed hij op 44-jarige leeftijd.